# 第20独立無人システム連隊 (ウクライナ陸軍)
第20独立無人システム連隊 K-2（だい20どくりつむじんシステムれんたい K-2、ウクライナ語: 20-й окремий полк безпілотних систем К-2）は、ウクライナ陸軍の連隊。陸軍司令部隷下。

## 概要

### ロシアのウクライナ侵攻
2024年12月、ロシアのウクライナ侵攻の影響に伴い、第54独立機械化旅団隷下の第2機械化大隊を基幹に創設された。第2大隊は「K-2大隊」の愛称で知られ、機械化部隊時代から無人機運用に長けており、著名な部隊だった。